# 나진초등학교
나진초등학교는 대한민국 대한민국 전라남도 여수시에 있는 공립 초등학교이다.

## 학교 연혁
- 2000.03.01 나진초등학교 용창분교장(구 용창초등학교) 통합
- 1999.09.01 옥천초등학교·오대분교 통합
- 1996.03.01 나진초등학교 개칭
- 1941.04.01 나진공립국민학교 개칭
- 1940.05.16 나진공립심상소학교 개교 (1학급)(설립인가 4월 30일)

## 참고 자료
- 나진초등학교 - 한국교육학술정보원 학교알리미